# مواظبم
«مواظبم» تک‌آهنگی از هنرمند اهل ایالات متحده آمریکا بیانسه است که در  ۲۳ مارس ۲۰۱۲ منتشر شد. این تک‌آهنگ در آلبوم ۴ (آلبوم بیانسه) قرار داشت.